# Jade (Sweetbox album)
Jade  är Sweetbox tredje album och det andra med Jade Villalon som sångerska. Den släpptes 2002 i Japan och Europa, 2003 i Taiwan och 2004 i Korea. Stilen på albumet är i mångt och mycket liknande den som var på föregående album Classified, men man vågade ta ut svängarna lite mer och lät sig influeras mer av dance än tidigare. 
Ett år senare släpptes Jade (Silver edition). Jade (Silver edition) innehöll akustiska versioner av låtarna från den vanliga utgåvan samt några remixer och en nyversion av "Lighter Shade Of Blue". Medföljde gjorde även en dvd med musikvideor.
Alla låtar är skrivna av Villalon och Geo, förutom "Stay" som är en cover på en låt med samma namn av Shakespears Sister.

## Låtlista
1. Human Sacrifice – 3:19
2. Read My Mind – 3:05
3. Unforgiven – 3:08
4. Lighter Shade of Blue – 3:49
5. Utopia – 3:00
6. Don't Push Me – 3:14
7. On the Radio – 3:12
8. Alright – 3:02
9. Stay – 3:32
10. Falling – 3:58
11. Fool Again – 3:04
12. Easy Come, Easy Go – 2:52

Den koreanska versionen har bara 12 låtar. Den japanska inkluderar bonuslåtarna Always on My Mind (2:48) och One Kiss (Acoustic Version) (3:18), medan den Taiwanesiska versionen inkluderar Read My Mind (Acoustic Version) and Unforgiven (Geo's Mix).

## Silver Edition
Part I - Private Session
1. Alright – 3:04
2. Don't Push Me – 3:26
3. Utopia – 3:00
4. Lighter Shade of Blue – 3:52
5. Not Your Doctor – 3:43
6. Human Sacrifice – 3:05
7. Unforgiven – 3:00
8. Easy Come, Easy Go – 2:43

Part II - Remixes
1. Read My Mind (Acoustic Version) – 3:23
2. Unforgiven (Geo's Mix) – 3:16
3. Here on My Own (Lighter Shade of Blue) (European version) – 3:32
4. Read My Mind (Jazztronik Remix) – 3:19

DVD (Video Clips)
1. Read My Mind
2. Unforgiven
3. Here on My Own (Lighter Shade of Blue) (European Version)

## Singlar
- Here on My Own (Lighter Shade of Blue)
- Read My Mind (Promo)
- Read My Mind (Crystal Edition) (Promo)
- Read My Mind EP

## Samplingar
- "Human Sacrifice" samplar Gabriel Fauré's Pavane.